# Hãng phim Bình Minh
Hãng phim Bình Minh (tên giao dịch tiếng Anh: Bình Minh Film) là hãng phim tư nhân do đạo diễn Bình Trọng thành lập vào năm 2010. Sản phẩm của Bình Minh Film được biết đến nhiều nhất là hai series phim hài Tết Đại gia chân đất và Làng ế vợ.

## Lịch sử
Bình Minh Film thành lập năm 2010 tại Hà Nội. Với mục đích chỉ sản xuất phim hài, sản phẩm đầu tiên gây được tiếng vang của hãng phim này là series phim hài Tết Đại gia chân đất. Sau này, hãng phim tiếp tục được khán giả biết đến với series Làng ế vợ.
Dàn viễn viên của Bình Minh Film thường có sự góp mặt của nhiều nghệ sĩ hài nổi tiếng như Chiến Thắng, Quang Tèo, Giang Còi, Bình Trọng, Trung Hiếu, Công Lý, diễn viên Hoàng Yến... Ngoài ra, cũng có những tên tuổi khác như Kenn Lee, Đào Nguyễn Ánh, Cu Thóc, Hiệp Gà, Cường Cá, Xuân Nghĩa,...
Hiện tại, người đại diện pháp luật cho Bình Minh Film là vợ của đạo diễn, diễn viên hài Bình Trọng – Nguyễn Thị Thu Phương.

## Các phim đã sản xuất

### Series phim hài Tết
| Hài Tết năm | Tiểu phẩm/phim hài  | Đạo diễn                      | Dàn diễn viên tham gia trong phim                                                       |
| ----------- | ------------------- | ----------------------------- | --------------------------------------------------------------------------------------- |
| 2011        | Đại gia chân đất    | Trần Bình Trọng               | Trung Hiếu, Quang Tèo, Văn Hiệp, Bình Trọng, Thu Hiền, Kim Xuyến, Hải Anh,...           |
| 2012        | Đại gia chân đất 2  | Trần Bình Trọng               | Trung Hiếu, Quang Tèo, Bình Trọng, Chiến Thắng,...                                      |
| 2013        | Đại gia chân đất 3  | Trần Bình Trọng               | Trung Hiếu, Quang Tèo, Bình Trọng, Chiến Thắng,...                                      |
| 2014        | Đại gia chân đất 4  | Trần Bình Trọng, Vũ Ngọc Tuấn | Quang Tèo, Trung Hiếu, Thanh Tú, Thu Huyền, Mai Thỏ, Bình Trọng, Chiến Thắng, Quốc Quân |
| 2015        | Đại gia chân đất 5  | Trần Bình Trọng               | Trung Hiếu, Quang Tèo, Bình Trọng, Thanh Hương,...                                      |
| 2015        | Làng ế vợ           | Trần Bình Trọng, Vũ Ngọc Tuấn | Chiến Thắng, Bình Trọng, Hải Anh, Quang Tèo, Kim Xuyến,..                               |
| 2016        | Đại gia chân đất 6  | Trần Bình Trọng, Vũ Ngọc Tuấn | Trung Hiếu, Quang Tèo, Công Lý, Hải Anh,...                                             |
| 2016        | Làng ế vợ 2         | Trần Bình Trọng, Vũ Ngọc Tuấn | Chiến Thắng, Bình Trọng, Quang Tèo, Kim Xuyến,...                                       |
| 2017        | Đại gia chân đất 7  | Trần Bình Trọng, Vũ Ngọc Tuấn | Quang Tèo, Trung Hiếu, Bình Trọng                                                       |
| 2017        | Làng ế vợ 3         | Trần Bình Trọng, Vũ Ngọc Tuấn | Chiến Thắng, Quang Tèo, Bình Trọng                                                      |
| 2018        | Đại gia chân đất 8  | Trần Bình Trọng, Vũ Ngọc Tuấn | Trung Hiếu, Quang Tèo, Bình Trọng, Thu Hiền, Thanh Tú                                   |
| 2018        | Làng ế vợ 4         | Trần Bình Trọng, Vũ Ngọc Tuấn | Quang Tèo, Bình Trọng, Minh Tít, Kim Xuyến                                              |
| 2019        | Đại gia chân đất 9  | Trần Bình Trọng, Vũ Ngọc Tuấn | Quang Tèo, Trung Hiếu, NSND Trần Nhượng, Bình Trọng, Thanh Hương                        |
| 2019        | Làng ế vợ 5         | Trần Bình Trọng, Vũ Ngọc Tuấn | Quang Tèo, Chiến Thắng, Bình Trọng, Kim Xuyến, Cường Cá                                 |
| 2020        | Đại gia chân đất 10 | Trần Bình Trọng, Vũ Ngọc Tuấn | Trung Hiếu, Quang Tèo, Bình Trọng                                                       |
| 2020        | Làng ế vợ 6         | Trần Bình Trọng, Vũ Ngọc Tuấn | Chiến Thắng, Bình Trọng                                                                 |
| 2021        | Đại gia chân đất 11 | Trần Bình Trọng               | Trung Hiếu, Quang Tèo, Bình Trọng                                                       |
| 2021        | Làng ế vợ 7         | Trần Bình Trọng               | Chiến Thắng, Bình Trọng, Quang Tèo                                                      |
| 2022        | Đại gia chân đất 12 | Trần Bình Trọng               | Trung Hiếu, Quang Tèo, Bình Trọng                                                       |
| 2022        | Làng Ế Vợ 8         | Trần Bình Trọng               | Quang Tèo, Hoàng Yến, Chiến Thắng, Bình Trọng, Phan Kim Oanh                            |

### Các phim hài nổi bật khác
- Sỹ diện -  Diễn viên: Chiến Thắng, Hán Văn Tình, Quốc Anh, Phạm Bằng
- Tôi đi tìm tôi - Diễn viên: Quang Tèo, Chiến Thắng, Bình Trọng, Thu Huyền, Xuân Khôi
- Hà tiện kén rể - Diễn viên: Quốc Anh, Bình Trọng, Mai Long, Trần Nhượng, Hán Văn Tình, Chiến Thắng
- Người bệnh con bệnh - Diễn viên: Chiến Thắng, Bình Trọng, Quang Tèo, Kim Xuyến
- Tiến tùng túng tiền - Diễn viên: Chiến Thắng, Công Lý, Bình Trọng, Quốc Quân, Đại Mý
- Phong thủy đại chiến - Diễn viên: Quang Tèo, Bình Trọng, Kim Xuyến, Công Lý
- Râu ơi vểnh ra - Diễn viên: Chiến Thắng, Bình Trọng, Công Lý